# Ledinica (Žiri, Slovenija)
Ledinica je naselje u slovenskoj Općini Žiriju. Ledinica se nalazi u pokrajini Gorenjskoj i statističkoj regiji Gorenjskoj. 

## Stanovništvo
Prema popisu stanovništva iz 2002. godine naselje je imalo 78 stanovnika.